# Телегин, Василий Иванович
Василий Иванович Телегин (7 января 1936, Чернянка, Курская область — 1 мая 2005, Запорожье) — заслуженный тренер СССР (1978) и УССР (1977) воспитавший мастеров легкоатлетического спорта, в том числе, рекордсмена мира в прыжках в высоту Владимира Ященко.

## Биография
Родился в слободе Чернянка Курской области. Начинал работать учителем физкультуры в сельской школе.
Выпускник Смоленского государственного института физической культуры (1959).
В конце 1950-х — начале 1960-х годов в Запорожье были приглашены множество молодых специалистов по лёгкой атлетике. Среди них был и Василий Телегин. В Запорожье Телегин приехал из Ессентуков и сразу попал в крупнейший в городе спортклуб «Металлург».
Занимался бегом на спринтерские дистанции, прыгал в длину и с шестом. С ростом 172 см он прыгал на высоту под 190 см.
В 1962 году в возрасте 26 лет он заканчивает карьеру спортсмена и уходит из СК «Металлург», получив назначение на работу тренером по лёгкой атлетике в коллектив физкультуры Запорожского трансформаторного завода.
В распоряжении Телегина был стадион «Авангард» находившийся в плачевном состоянии (с 1936 года он не реконструировался), зал ДК «Энергетиков» (а через несколько лет спортклуб «Трансформатор»).
На стадионе «Авангард» были дорожки с гаревым покрытием, и для подготовки атлетов он слабо подходил. Отсутствие должной тренировочной базы, однако, только стимулировало Телегина на преодоление трудностей, нестандартные решения.
Как тренер Телегин был человеком с непростым и непредсказуемым характером, однако пользовался непререкаемым авторитетом.
Его подопечные отличались отличной физической подготовкой.
В начале работы от Телегина на заводе не требовали первых мест в большом спорте. Поскольку администрация завода (в частности, генеральный директор Виктор Андреевич Иванов) заботилась о местах отдыха работников, в том числе и спортсменов, то недалеко от предприятия, на острове Хортица, был построен спортивный лагерь «Закалка». В строительных работах спортлагеря участвовали тренеры, спортсмены, в том числе и Телегин.
От завода Телегин получил комнату в коммунальной квартире, но позже Телегиным дали собственную квартиру.
Телегин тренировал во многих видах лёгкой атлетики. Не брался лишь за молот и стайерские дистанции. Его призванием были прыжки в высоту. Телегина отличало от других тренеров то, как тщательно отбирает он в свои группы новичков, уделяя особое внимание их антропометрическим данным. Телегин был хорошим психологом, он умел нащупать индивидуальный подход, учил своих подопечных анализировать свои ошибки. В том же году был удостоен звания «Заслуженный тренер Украинской ССР», а годом позже — звания «Заслуженный тренер СССР».
Кроме рекордсмена мира Владимира Ященко, Телегин воспитал 21 мастера спорта. Среди воспитанников Телегина известны:
| - Александр Каврин - Александр Летников - Владимир Летников - Владимир Артамонов - Павел Лобанов - Александр Сивак | - Николай Гилл - Алексей Полухин - Михаил Мишин - Игорь Тимохин - Виктория Рыбалко. |

После заката карьеры Ященко Телегин помогал ему. В частности, благодаря Телегину Ященко устроился учителем физкультуры в одну из школ.
Скончался 1 мая 2005 года в возрасте 69 лет, похоронен на Песчаном кладбище Запорожья.
Личная жизнь
Телегин был женат. Его сыновья — Александр и Алексей.

## Кинохроника
- Чемпионат Европы по легкой атлетике среди юниоров – прыжки в высоту. // Советский спорт (киножурнал). — ЦСДФ (РЦСДФ), 1977. — № 9.
- Атака на высоту. Фильм. Творческое объединение «Экран» Автор: Грудский В., режиссёр — Габрилович А., оператор Мордмиллович И., 1978
- Ященко // Кіножурнал. — Укркінохроніка, 1979.